# Aniak (Alasca)
Aniak é uma cidade localizada no estado americano de Alasca, no Condado de Berrien.

## Demografia
Segundo o censo americano de 2000, a sua população era de 572 habitantes. 
Em 2006, foi estimada uma população de 576, um aumento de 4 (0.7%).

## Geografia
De acordo com o United States Census Bureau, a localidade tem uma área de 22,8 km², dos quais 16,9 km² cobertos por terra e 5,9 km² cobertos por água.

## Localidades na vizinhança
O diagrama seguinte representa as localidades num raio de 72 km ao redor de Aniak. 